# 한다이뵤인마에역
한다이뵤인마에역(일본어: 阪大病院前駅, はんだいびょういんまええき)은 일본 오사카부 이바라키시에 있는 오사카 고속철도 사이토 선의 역이다. 역 번호는 52이다.
오사카 대학 스이타 캠퍼스와 오사카 대학 의학부 부속 병원의 근처역이다. 역의 바로 서쪽에는 시 경계가 위치하여, 오사카 대학과 부속 병원은 스이타시에 있다. 역명 표시에는 "Osaka University Hospital", 차내 방송에는 "Osaka University Medical Hospital"라는 영어 표기가 부속되어 있다.

## 역 구조
섬식 승강장 1면 2선의 구조이지만 개업 당시에는 섬식 승강장의 한쪽 면을 사용하는 1면 1선이었다. 개찰구는 3층, 승강장은 4층에 있고 개찰구는 1곳만 존재한다. 단, 오사카 대학 스이타 캠퍼스 측의 출입구는 고지대 위에 있어 스이타 캠퍼스와 개찰구는 동일 높이에 위치하고 있으며 2층은 당역의 바로 동쪽을 지나면 오사카 부도 1호 이바라키셋쓰 선과 동일 차원에 위치하고 1층은 미나미카스가오카 방면으로의 통로와 접하고 있다.
본 역은 역 남쪽에 건늠선이 있어 본 역에서 열차를 회차할 수 있다. 이는 본 역이 사이토 선의 종착역이었던 시절의 흔적이다. 개업 당초에는 이 건늠선을 이용하여 전 열차가 1번 승강장에서 회차하여 다시 운행되고 2번 승강장은 레일은 부설되어 있었지만 폐쇄된 관계로 사용되지 않았다. 2006년, 당역 ~ 사이토니시 역의 주간 시운전이 시작되고 2번 승강장의 공용 개시되면서 이후 반파쿠키넨코엔 방면으로 가설 승강장이 되었다. 2007년에는 사이토 선이 사이토니시 역까지 연장 개업하고, 2008년의 한 시기와 2012년의 추계 이후 임시 열차가 당역의 회차점이 되었지만, 정기 열차가 본 역에서 회차하는 경우는 없어졌다.

#### 승강장
| 승강장 | 노선        | 행선                          |
| ------ | ----------- | ----------------------------- |
| 1      | ■ 사이토 선 | 사이토니시 방면               |
| 2      | ■ 사이토 선 | 반파쿠키넨코엔・센리추오 방면 |

## 역 주변
- 오사카 대학(스이타 캠퍼스 동문) - 의・치・약・공・인간 과학부
  - 의학부 부속 병원(오사카 대학교 병원)
  - 치학부 부속 병원
- 반파쿠 기념공원(단, 입장 가능한 게이트는 멀다)

## 역사
사이토 선은 오사카 대학 의학부 및 부속 병원의 요청을 받고 엑스포 기념 공원에서 본 역까지 앞서 정비되었고 그 후로는 사이토 선 연장으로 중간역이 되었다.
- 1998년 10월 1일: 국제문화공원도시선 만박기념공원 ~ 오사카 대학교 병원 앞역 간 개통과 동시에 영업 개시.
- 2007년 3월 19일: 당역 ~ 사이토니시 역간 노선 연장으로 중간역이 됨.

## 인접역
| 오사카 고속철도 ■ 사이토 선           | 오사카 고속철도 ■ 사이토 선 | 오사카 고속철도 ■ 사이토 선 |
| ------------------------------------- | --------------------------- | --------------------------- |
| 51 코엔히가시구치 반파쿠키넨코엔 방면 |                             | 도요카와 53 사이토니시 방면 |